# Willem van Septimanië
Willem van Septimanië (826-Barcelona, 850) was de oudste zoon van Bernhard van Septimanië.
Na de dood van zijn vader had Willem de zijde van Pepijn II van Aquitanië gekozen, in diens strijd tegen Karel de Kale. Hij werd graaf van Toulouse in 844 en graaf van Barcelona in 848. Willem zou in zijn strijd tegen Karel de Kale in 850 in Barcelona omkomen.